# Volksabstimmungen in der Schweiz 1938
Dieser Artikel bietet eine Übersicht der Volksabstimmungen in der Schweiz im Jahr 1938.
In der Schweiz fanden auf Bundesebene fünf Volksabstimmungen statt, im Rahmen dreier Urnengänge am 20. Februar, 3. Juli und 27. November. Dabei handelte es sich um zwei Volksinitiativen (davon eine mit dazu gehörendem Gegenentwurf), zwei obligatorische Referenden und ein fakultatives Referendum.

## Abstimmungen am 20. Februar 1938

### Ergebnisse
| Nr. | Vorlage | Art | Stimm- berechtigte | Abgegebene Stimmen | Beteiligung | Gültige Stimmen | Ja      | Nein    | Ja-Anteil | Nein-Anteil | Stände | Ergebnis |
| --- | --- | --- | ------------------ | ------------------ | ----------- | --------------- | ------- | ------- | --------- | ----------- | ------ | -------- |
| 124 | Bundesbeschluss über die Revision der Art. 107 und 116 der Bundesverfassung (Anerkennung des Rätoromanischen als Nationalsprache) | OR  | 1'216'756          | 661'022            | 54,33 %     | 627'818         | 574'991 | 052'827 | 91,59 %   | 08,41 %     | 22:0   | ja       |
| 125 | Eidgenössische Volksinitiative «betreffend die dringlichen Bundesbeschlüsse und die Wahrung der demokratischen Volksrechte»       | VI  | 1'216'756          | 661'022            | 54,33 %     | 575'833         | 087'638 | 488'195 | 15,22 %   | 84,78 %     | 0:22   | nein     |
| 126 | Bundesbeschluss über die Volksinitiative «Private Rüstungsindustrie»                                                              | VI  | 1'216'756          | 661'022            | 54,33 %     | 572'581         | 065'938 | 419'013 | 11,52 %   | 88,48 %     | 0:22   | nein     |
| 126 | Gegenentwurf | GE  | 1'216'756          | 661'022            | 54,33 %     | 572'581         | 394'052 | 149'025 | 68,82 %   | 31,18 %     | 22:0   | ja       |

### Rätoromanisch als Nationalsprache
Die Bundesverfassung bestimmte Deutsch, Französisch und Italienisch als Nationalsprachen, während Rätoromanisch keine offizielle Erwähnung fand. Der Grosse Rat des Kantons Graubünden überwies 1934 einstimmig eine Motion mit der Forderung, das Rätoromanische sei als vierte Landessprache anzuerkennen. Daraufhin stellte die Graubündner Kantonsregierung beim Bundesrat einen entsprechenden Antrag. Dieser schlug im Juni 1937 mit einigem Pathos eine Verfassungsänderung vor. Um nicht alle Dokumente des Bundes in die verschiedenen Idiome übersetzen zu müssen, sollten Deutsch, Französisch und Italienisch als Amtssprachen gelten, Rätoromanisch hingegen als Nationalsprache. Im Parlament war die Vorlage völlig unbestritten und wurde ohne Gegenstimme gutgeheissen, wobei die Redner die Einheit der Schweiz als Willensnation betonten. Da sich keine Gegner der Vorlage zu erkennen gaben, trat anstelle eines Abstimmungskampfes eine von Patriotismus und geistiger Landesverteidigung geprägte Werbe- und Informationskampagne, welche die rätoromanische Kultur und Sprache in den Mittelpunkt rückte. Sie appellierte an die Grundwerte der Schweiz, den nationalen Zusammenhalt und ihr Kulturbewusstsein. Mit einer überwältigenden Zustimmung wurde die Verfassungsänderung angenommen.

### Beschränkung der Dringlichkeitsklausel
In der Zwischenkriegszeit und vor allem während der Weltwirtschaftskrise intervenierte der Bund wiederholt in der Wirtschafts- und Sozialpolitik, um die einheimische Wirtschaft zu stützen. Da er befürchtete, dass dadurch links- und rechtsextreme Gruppierungen Zulauf erhalten würden, machte er oft Gebrauch vom Dringlichkeitsrecht, das dem Parlament die Möglichkeit einräumte, Bundesbeschlüsse ohne Abwarten der Referendumsfrist sofort in Kraft zu setzen und sie auf diese Weise einer möglichen Volksabstimmung zu entziehen. Oft wurde dabei bewusst die verfassungsmässig garantierte Handels- und Gewerbefreiheit verletzt, was für Unmut sorgte und den Widerstand breiter Kreise erregte. Eine von den Kommunisten eingereichte Volksinitiative forderte die Abschaffung der Dringlichkeitsklausel bei allen allgemein verbindlichen Bundesbeschlüssen. Sie sah jedoch eine bedeutende Ausnahme vor: Beschlüsse und Gesetze, «die im Interesse des werktätigen Volkes liegen», sollten nur der Dringlichkeit entzogen werden dürfen, wenn drei Viertel der anwesenden Parlamentsmitglieder dies beschliessen. Den Gegnern, zu denen alle anderen Parteien gehörten, ging dies zu weit. Sie hielten die Initiative für einen «üblen politischen Scherz», der lediglich dem parteiinternen Bedürfnis nach vermehrter Aktion entsprungen sei und einer Weisung der Sowjetunion folge. Zwar werde ein tatsächliches Problem angesprochen, die vorgeschlagene Lösung sei aber rein populistisch. Dementsprechend war die Initiative chancenlos und erreichte das drittschlechteste Ergebnis aller bisherigen eidgenössischen Volksabstimmungen.

### Private Rüstungsindustrie
Bis Mitte der 1930er Jahre bestand in der Schweiz mit Ausnahme des Pulverregals keinerlei Kontrolle über die Rüstungsindustrie. Für internationale Kritik sorgte die Tatsache, dass die vom Völkerbund beschlossenen Waffenausfuhrverbote im Zusammenhang mit dem Abessinienkrieg und dem Spanischen Bürgerkrieg nur lückenhaft durchgesetzt werden konnten; dadurch entstanden Zweifel an der Neutralität der Schweiz. Eine 1936 von der Gruppierung Europa-Union eingereichte Volksinitiative forderte, die Produktion von Kriegsmaterial auf den Zweck der Landesverteidigung zu beschränken. Dem Bund sollte ein Monopol für «Herstellung, Beschaffung und Vertrieb von Waffen, Munition und Kriegsgerät jeder Art» übertragen werden, während private Unternehmen lediglich befristete Konzessionen erhalten sollten. Der Bundesrat begrüsste die Stossrichtung der Initiative; sie ging ihm aber zu weit, weshalb er einen Gegenentwurf ausarbeitete. Die Initianten waren damit einverstanden, konnten ihr Begehren aber nicht zurückziehen, weil es keine entsprechende Klausel enthielt. Der Abstimmungskampf beschränkte sich daraufhin auf den Gegenentwurf, sodass die Initiative sehr deutlich abgelehnt wurde.

### Gegenentwurf zur Rüstungsinitiative
Der Gegenentwurf verpflichtete den Bund, die Ein- und Ausfuhr von Kriegsmaterial einer Bewilligungspflicht zu unterstellen. Alle Parteien empfahlen ein Nein zur Initiative und ein Ja zum Gegenvorschlag. Mit der staatlichen Beaufsichtigung der Rüstungsindustrie und des Rüstungshandels begegne man wirksam der Kritik von innen und aussen; darüber hinaus wirke die Schweizer Neutralitätspolitik dadurch glaubwürdig. Zudem sei der Bund gar nicht in der Lage, mit der technologischen Entwicklung Schritt zu halten, weshalb eine private Rüstungsindustrie weiterhin notwendig sei. Mehr als zwei Drittel der Abstimmenden nahmen den Gegenvorschlag an.

## Abstimmung am 3. Juli 1938

### Ergebnis
| Nr. | Vorlage                         | Art | Stimm- berechtigte | Abgegebene Stimmen | Beteiligung | Gültige Stimmen | Ja      | Nein    | Ja-Anteil | Nein-Anteil | Stände | Ergebnis |
| --- | ------------------------------- | --- | ------------------ | ------------------ | ----------- | --------------- | ------- | ------- | --------- | ----------- | ------ | -------- |
| 127 | Schweizerisches Strafgesetzbuch | FR  | 1'219'755          | 695'939            | 57,06 %     | 670'468         | 358'438 | 312'030 | 53,46 %   | 46,54 %     | –      | ja       |

### Schweizerisches Strafgesetzbuch
1898 hatten Volk und Stände der Vereinheitlichung des Zivil- und Strafrechts im Grundsatz zugestimmt. Daraufhin konzentrierten sich die Bundesbehörden auf die Arbeiten am Zivilgesetzbuch, das 1912 in Kraft trat. Erst 1918 legte der Bundesrat einen Entwurf für ein einheitliches Strafgesetzbuch vor. Er enthielt einige kontroverse Neuerungen, darunter die Abschaffung der 1879 wiedereingeführten Todesstrafe im zivilen Strafrecht, ein eigenes Strafrecht für Kinder und Jugendliche, bedingte Strafen für erstmals Verurteilte, die Verwahrung von mehrfach Rückfälligen und die Legalisierung homosexueller Handlungen. Daraufhin entbrannte eine Debatte, die sich über zwei Jahrzehnte hinzog. Nach einem langwierigen Differenzbereinigungsverfahren einigten sich beide Parlamentskammern im Dezember 1937 auf eine endgültige Fassung. Grossen Widerstand gegen die Vorlage leisteten die Katholisch-Konservativen, die vor allem den fehlenden Vergeltungscharakter und die Abschaffung der Todesstrafe bemängelten. Das Strafgesetzbuch kenne die Begriffe von Schuld und Sühne kaum mehr, stattdessen zeige es «nur noch Verständnis für den Rechtsbrecher». Föderalisten aus der Romandie wiederum sahen in der Zentralisierung einen Angriff auf die Autonomie der Kantone und ihre kulturelle Eigenständigkeit. Zu den Befürworten gehörten FDP, SP, BGB und LdU. Sie bezweifelten, dass die Vergeltung für die Verbrechensbekämpfung wirksam sei und als Strafzweck genüge. Die Humanität als Hauptpfeiler des neuen Gesetzeswerks sei ein Schweizer Kulturgut, ausserdem würden den verschiedenen sittlichen und rechtlichen Anschauungen genügend Rechnung getragen. Eine knappe Mehrheit der Abstimmenden nahm das neue Strafgesetzbuch an, wobei sich tiefe Sprach- und Konfessionsgräben offenbarten: Alle mehrheitlich französischsprachigen Kantone lehnten die Vorlage deutlich ab, ebenso die meisten katholischen Kantone der Zentralschweiz.

## Abstimmung am 27. November 1938

### Ergebnis
| Nr. | Vorlage                                                              | Art | Stimm- berechtigte | Abgegebene Stimmen | Beteiligung | Gültige Stimmen | Ja      | Nein    | Ja-Anteil | Nein-Anteil | Stände | Ergebnis |
| --- | -------------------------------------------------------------------- | --- | ------------------ | ------------------ | ----------- | --------------- | ------- | ------- | --------- | ----------- | ------ | -------- |
| 128 | Bundesbeschluss betreffend die Übergangsordnung des Finanzhaushaltes | OR  | 1'223'336          | 738'307            | 60,34 %     | 704'925         | 509'387 | 195'538 | 72,26 %   | 27,74 %     | 21:1   | ja       |

### Übergangsordnung des Finanzhaushalts
Während der Weltwirtschaftskrise versuchte der Bund, die ausserordentliche Belastung des Haushalts mit Sparmassnahmen und notrechtlich erlassenen Steuern zu verringern. Im Juni 1938 scheiterte ein Vorschlag des Bundesrates für eine verfassungsmässige Neuordnung der Bundesfinanzen im Nationalrat. Daraufhin erarbeiteten die vier grossen Parteien gemeinsam einen Vorschlag für eine auf die Jahre 1939 bis 1941 befristete Übergangsordnung, die nur drei Monate später von beiden Parlamentskammern angenommen wurde. Sie beinhaltete Massnahmen zur Verbesserung der Finanzlage und die Weiterführung der Krisenabgabe, wobei der Anteil des Bundes an ihrem Ertrag für Aufwendungen der Landesverteidigung zweckgebunden sein sollte. Ausserdem sollte mehr Geld aus den Erträgen der Tabak- und Alkoholsteuer an die Altersfürsorge fliessen. Die meisten Parteien unterstützten die Vorlage, die SP jedoch mit wenig Begeisterung, da mehrere ihrer Anträge zurückgewiesen worden waren. Allgemein appellierten die Befürworter an die staatspolitische Verantwortung der Bürger; angesichts der unvermeidlichen Zusatzausgaben für die Landesverteidigung sei eine Ablehnung der Vorlage fatal. Die Gegner äusserten vor allem föderalistische Bedenken – wie immer, wenn der Bund zu einer direkten Besteuerung der Einkommen ermächtigt werden sollte. Fast drei Viertel aller Stimmberechtigten nahmen die Vorlage an, nur der Kanton Genf lehnte sie ab (und dies sehr deutlich).